# Lijst van staten in het Heilige Roomse Rijk (U)
Dit is een lijst van staten in het Heilige Roomse Rijk die beginnen met de letter U.
| Naam          | Type       | Kreits           | Bank | Gevormd        | Noten                                       |
| ------------- | ---------- | ---------------- | ---- | -------------- | ------------------------------------------- |
| rijksstad Ulm | rijksstad  | Zwabische Kreits |      | 1184-1803      | 1803:aangesloten bij keurvorstendom Beieren |
| Usgau         | graafschap |                  |      | Ca. 947 - 1115 | 1115: aangesloten bij markgraafschap Baden  |

A · B · C · D · E · F · G · H · I · J · K · L · M · N · O · P · Q · R · S · T · U · V · W · Z

vrije keizerlijke steden · keizerlijke abdijen